# حسین سامعی
حسین سامعی (متولد ۱۳۳۲ در تهران) زبان‌شناس و فرهنگ‌نویس ایرانی است.
او از مؤلفان فرهنگ معاصر هزاره است که در بیستمین دورهٔ انتخاب کتاب سال جمهوری اسلامی ایران از طرف وزارت فرهنگ و ارشاد اسلامی، به‌عنوان کتاب سال برگزیده شد. سامعی اکنون ساکن آتلانتای آمریکاست.

### تألیف
- فرهنگ معاصر هزاره، علی‌محمد حق‌شناس، حسین سامعی، نرگس انتخابی، ناشر: فرهنگ معاصر - ۱۳۹۳
- دستور زبان فارسی، علی‌محمد حق‌شناس، حسین سامعی، سیدمهدی سمائی، علاءالدین طباطبایی، ناشر: مدرسه
- فرهنگ اصطلاحات دوره قاجار، یحیی مدرسی، حسین سامعی، زهرا صفوی مبرهن، ناشر: دفتر پژوهشهای فرهنگی
- واژه‌سازی در زبان فارسی: یک انگاره نظری، حسین سامعی، ناشر: کتاب بهار، ۱۳۹۵
- صرف در زبان فارسی، حسین سامعی، ناشر: کتاب بهار، ۱۳۹۵
- الگوهای ساخت واژه در زبان فارسی، حسین سامعی و ملیحه تفسیری، ناشر: فرهنگستان زبان و ادب فارسی

### ترجمه
- نقد عقل مدرن: مصاحبه رامین جهانبگلو با ۲۰ تن از صاحبنظران و فیلسوفان معاصر، حسین سامعی (مترجم)، ناشر: نشر و پژوهش فرزان روز
- ایران و مدرنیته، رامین جهانبگلو، حسین سامعی (مترجم)، ناشر: قطره